# Boleros
Boleros è il diciannovesimo album di Cristiano Malgioglio, che contiene dei brani di genere Bolero, uscito nel 2006.
Composto interamente da brani di genere Bolero, e cantato tutto in spagnolo, è un album che ha avuto distribuzione quasi esclusivamente all'estero. L'unico brano presentato in Italia è stato La copa rota, cantato in diretta da Malgioglio, nella trasmissione Domenica in.
Contiene Mi historia entre tus dedos che è la cover del brano italiano La mia storia tra le dita del cantante Gianluca Grignani del 1994.

## Tracce
1. Senor bolero (José Feliciano)
2. A ti mio amor (A. Torres)
3. Lamento borenquen (R. Hernandez)
4. La esperanza (C. Malgioglio, Corrado Castellari)
5. La copa rota (J. Feliciano)
6. Novia mia (J. Antonio Mendez)
7. Preguntele a ella (Paulo)
8. Ni un poquito de piedad (Pires, P. Ferrera, Estefano)
9. Mi historia entre tus dedos (La mia storia tra le dita) (Gianluca Grignani, Balestreros)
10. Solo consigo amarte mas (Santarosa)
11. Bolero encatenado (C. Arturo Bris)
12. Que sara' de ti (A. Granados)
13. Regresso (J. Agostino, A. Cobral)
14. No so porque te quiero (Victor Manuel San José)
15. Sonhos (Peninha)